# 桫椤科
桫椤科（学名：Cyatheaceae）属于蕨类植物门真蕨纲，本科植物都是树形蕨。

## 分布
桫椤科植物广泛分布于热带和亚热带地区。

## 进化
桫椤孢子化石的分布表明，早在侏罗纪这种树形蕨就已存在，随着气候、地质环境的变迁，如今桫椤主要分布在热带地区。

## 分类
桫椤科共有9个属，约650种。